# ميزيا
بلدية ميزيا (بالإسبانية: Mesía)‏، هي إحدى بلديات مقاطعة لا كرونيا إحدى مقاطعات إسبانيا، و التي تقع في منطقة جليقية شمال غرب إسبانيا.
يبلغ عدد سكانها 3.304 نسمة وفقاً لإحصائية سنة (2002).